# هینتون سنت مری
هینتون سنت مری (به انگلیسی: Hinton St Mary) یک روستا و محله مدنی در بریتانیا است که در North Dorset واقع شده‌است. هینتون سنت مری ۲۶۰ نفر جمعیت دارد.